# Exxon Neftegas
Exxon Neftegas Limited (russisch Эксон Нефтегаз Лимитед) ist ein Unternehmen, das Erdöl und Erdgas bei der Pazifikinsel Sachalin in Russland fördert.

## Tätigkeit
Exxon Neftegas Limited ist das führende Unternehmen des Projektes Sachalin I, das Erdöl und Erdgas im Schelf vor der Küste Sachalins im Ochozkischen Meer fördert. Partner sind das japanische Konsortium SODECO, das indische Unternehmen ONGC Videsh Ltd. und zwei Tochterfirmen des russischen Erdölunternehmens Rosneft. Sachalin 1 besteht aus drei Förderfeldern mit einer erwarteten Gesamtkapazität von etwa 2,3 Milliarden Barrel (310 Millionen Tonnen) Erdöl und 480 Milliarden Kubikmeter Gas und gehört zu den größten unerschlossenen Reserven Russlands.
Exxon Neftegas Ltd. tritt als Geschäftsführer des Projektes und als wichtigster Verhandlungspartner auf. Es kooperiert mit zahlreichen Firmen, überwiegend aus der Region. Das Unternehmen gibt kommunalen und sozialen Einrichtungen großzügige Spenden. Es unterstützt Organisationen der einheimischen indigenen Bevölkerung, wie die Stiftung Batani.

## Struktur
Exxon Neftegas Limited ist eine Tochterfirma des US-Erdölunternehmens ExxonMobil.
Die Firmenzentrale befindet sich in Juschno-Sachalinsk, weitere Büros in Moskau und Texas City. Der offizielle Firmensitz ist Nassau auf den Bahamas.
Generaldirektor ist James Harland Taylor.

## Geschichte
Das Unternehmen wurde spätestens 1998 gegründet. Von diesem Jahr war Rex Tillerson Vorsitzender. 2001 gehörte es zu den Firmen, die das Projekt Sachalin I betreiben konnten.
2005 begann die kommerzielle Förderung in Tschaino (Chajno). 2007 wurden bis zu 250.000 Barrel (40.000 Tonnen) Erdöl pro Tag gefördert.
Ab 2012 wurden mehrere Male die tiefsten und die weitflächigsten Erdölbohrungen weltweit durchgeführt.
Exxon Neftegas beteiligte sich nicht an den US-Sanktionen im Jahr 2014, da diese nur Investitionen in Russland betrafen.